# Окима (Оклахома)
Окима (енгл. Okemah) град је у америчкој држави Оклахоми.

## Демографија
По попису из 2010. године број становника је 3.223, што је 185 (6,1%) становника више него 2000. године.
| Група                 | 2000.         | 2010.         |
| Белци                 | 2.066 (68,0%) | 1.979 (61,4%) |
| Амерички староседеоци | 690 (22,72%)  | 856 (26,56%)  |
| Афроамериканци        | 72 (2,4%)     | 97 (3,0%)     |
| Азијати               | 3 (0,1%)      | 9 (0,3%)      |
| Хиспаноамериканци     | 59 (1,9%)     | 87 (2,7%)     |
| Укупно                | 3.038         | 3.223         |